# Bob-Europameisterschaft 1983
Die Bob-Europameisterschaft 1983 wurde am 29. und 30. Januar im Zweierbob und am 5. und 6. Februar 1983 im Viererbob zum ersten Mal auf der olympischen Bob- und Rodelbahn am Fuße des Berges Trebevic im damals jugoslawischen Sarajevo, dem Austragungsort der Olympischen Winterspiele von 1984, durchgeführt. Die Europameisterschaft war damit auch der traditionelle vorolympische Wettkampf, der immer ein Jahr im Voraus zum Test der olympischen Wettkampfstätten ausgetragen wurde.

## Zweierbob
Auf der neugebauten Kunsteisbahn konnten die in der Fachwelt als Kunsteispezialisten bezeichneten DDR-Bobsportler ihre Erfahrungen, gepaart mit bestem Material, von Beginn an ausspielen. Als einziges Team im gesamten Wettkampfverlauf blieben Lehmann/Musiol im ersten Lauf unter 50 Sekunden und bauten im weiteren Verlauf ihren Vorsprung aus. Als ärgster Konkurrent erwies sich das Duo Germeshausen/Gerhardt, welches aber nur im dritten lauf unbedeutend schneller als das Führungsduo war. Einen Dreifacherfolg der Bobsportler vom ASK Vorwärts Oberhof verhinderte letztlich das Schweizer Duo Pichler/Leuthold, welches nach dem ersten Lauf sogar noch auf dem Silberrang lag. Es duellierte sich mit dem Team Schönau/Kirchner, welches es um 13 Hundertstel schlagen konnte und somit Bronze gewann. Olympiasieger und Titelverteidiger Erich Schärer vergab durch einen schwachen letzten Lauf alle Chancen auf den vierten Platz. Für Bernhard Lehmann und Bogdan Musiol, die in dieser Besetzung erst ihren zweiten internationalen Wettkampf absolvierten, war es der erste EM-Titel im Zweierbob. Vor über 6000 Zuschauern waren bei Temperaturen über dem Gefrierpunkt 39 Bobs aus 15 Nationen am Start.
| Platz | Bob                                                                   | Lauf 1 | Lauf 2 | Lauf 3 | Lauf 4 | Gesamtzeit Rückstand |
| ----- | --------------------------------------------------------------------- | ------ | ------ | ------ | ------ | -------------------- |
| 1     | DDR – Bob GDR 1 Bernhard Lehmann Bogdan Musiol                        | 49,88  | 50,62  | 50,47  | 50,72  | 3:21.69              |
| 2     | DDR – Bob GDR 3 Bernhard Germeshausen Hans-Jürgen Gerhardt            | 50,24  | 50,63  | 50,45  | 51,04  | 3:22.36 +0.67        |
| 3     | Schweiz – Bob SUI 2 Ralph Pichler Urs Leuthold                        | 50,13  | 50,90  | 50,69  | 51,11  | 3:22.83 +1.14        |
| 4     | DDR – Bob GDR 2 Horst Schönau Andreas Kirchner                        | 50,34  | 50,94  | 50,74  | 50,94  | 3:22.96 +1.27        |
| 5     | Schweiz – Bob SUI 1 Erich Schärer Max Rüegg                           | 50,41  | 50,89  | 50,81  | 51,40  | 3:23.51 +1.82        |
| 6     | Schweiz – Bob SUI 3 Hans Hiltebrand Hansjörg Aebli                    | 50,54  | 51,39  | 50,93  | 51,48  | 3:24.34 +2.65        |
| 7     | Sowjetunion – Bob URS 2 Wjatscheslaw Schawlew Alexander Paschkow      |        |        |        |        | 3:25.01 +3.32        |
| 8     | BR Deutschland – Bob FRG 2 Andreas Weikenstorfer Hans Jürgen Hartmann |        |        |        |        | 3:25.35 +3.66        |
| 9     | Österreich – Bob AUT 2 Peter Kienast Christian Mark                   |        |        |        |        | 3:25.42 +3.73        |
| 10    | Italien – Bob ITA 1 Marco Bellodis Stefano Ticci                      |        |        |        |        | 3:26.00 +4.31        |
| 11    | Sowjetunion – Bob URS 1 Jānis Ķipurs Aivars Šnepsts                   |        |        |        |        | 3:26.09 +4.40        |
| 12    | Sowjetunion – Bob URS 3 Zintis Ekmanis Wladimir Alexandrow            |        |        |        |        | 3:26.15 +4.46        |
| 13    | Österreich – Bob AUT 1 Fritz Sperling Franz Köfel                     |        |        |        |        | 3:26.24 +4.55        |
| 14    | Österreich – Bob AUT 3 Richard Kofler Gerhard Redl                    |        |        |        |        | 3:26.28 +4.59        |
| 15    | BR Deutschland – Bob FRG 1 Klaus Kopp Hans Metzler                    |        |        |        |        | 3:26.84 +5.15        |

## Viererbob
In einem hochspannenden Wettkampf, an dem 24 Bobs aus 12 Nationen teilnahmen, gab es mit der Crew des Schweizers Ekkehard Fasser einen Überraschungssieger. Der 30-jährige Bobpilot hatte sich erstmals durch einen dritten Platz bei den Schweizer-Bobmeisterschaften für einen großen internationalen Wettkampf qualifiziert und dabei keinen geringeren als Altmeister Erich Schärer um einen EM-Startplatz gebracht. Mit Bahnrekord im ersten Lauf ließ die Fasser-Crew gleich aufhorchen. Dieser Fahrt folgte allerdings nur die drittschnellste zeit, so das zwischenzeitlich der frisch gebackene Zweierbob-Europameister Bernhard Lehmann aus der DDR mit seinem Team an der Spitze lag. Am zweiten Wettkampftag fuhr Fasser allerdings in beiden Läufen Bestzeit und konnte so die Lehmann-Crew mit einem Zehntel Vorsprung auf den Silberrang verweisen. Silvio Giobellina rundete mit dem Bronzerang das starke Schweizer Abschneiden ab. Ein Achtungszeichen setzte der bundesdeutsche Bob mit Pilot Klaus Kopp, der sich nach schwachem Beginn peu a peu nach vorn arbeitete und einen guten vierten Platz belegte. Zu den Pechvögeln gehörte die Crew von Pilot Bernhard Germeshausen. Gleich im ersten Lauf wurde der linke hintere Anschubbügel nicht rechtzeitig eingezogen, touchierte dadurch die Bahn und verbog sich. Platz 14 nach dem ersten Lauf war das dementsprechende Ergebnis. Nachdem der Bügel unter größter Anstrengung bis zum nächsten Lauf gewechselt werden konnte, kämpfte sich die Lehmann-Crew durch starke Laufzeiten noch bis auf den sechsten Platz vor.
| Platz | Bob | Lauf 1 | Lauf 2 | Lauf 3 | Lauf 4 | Gesamtzeit Rückstand |
| ----- | --- | ------ | ------ | ------ | ------ | -------------------- |
| 1     | Schweiz – Bob SUI 3 Ekkehard Fasser Kurt Poletti Hans Märchy Rolf Strittmatter                                 | 48,85  | 49,38  | 49,07  | 49,21  | 3:16.51              |
| 2     | DDR – Bob GDR 1 Bernhard Lehmann Bogdan Musiol Ingo Voge Eberhard Weise                                        | 48,95  | 49,23  | 49,13  | 49,30  | 3:16.61 +0.10        |
| 3     | Schweiz – Bob SUI 1 Silvio Giobellina Urs Salzmann Heinz Stettler Rico Freiermuth                              | 48,99  | 49,37  | 49,17  | 49,46  | 3:16.99 +0.48        |
| 4     | BR Deutschland – Bob FRG 1 Klaus Kopp Gerhard Oechsle Günther Neuburger Hans-Joachim Schumacher                | 49,39  | 49,80  | 49,31  | 49,52  | 3:18.02 +1.51        |
| 5     | Österreich – Bob AUT 2 Fritz Sperling Robert Herz Franz Köfel Johann Manfred Aberer                            | 49,24  | 49,66  | 49,49  | 49,86  | 3:18.25 +1.74        |
| 6     | DDR – Bob GDR 2 Bernhard Germeshausen Hans-Jürgen Gerhardt Matthias Trübner Henry Gerlach                      | 49,95  | 49,47  | 49,31  | 49,55  | 3:18.28 +1.77        |
| 7     | BR Deutschland – Bob FRG 2 Andreas Weikenstorfer ?                                                             | 49,30  | 49,81  | 49,58  | 49,72  | 3:18.41 +1.90        |
| 8     | Deutsche Demokratische Republik – Bob GDR 3 Horst Schönau Andreas Kirchner Dietmar Schauerhammer Roland Wetzig | 49,23  | 49,76  | 49,75  | 49,71  | 3:18.45 +1.94        |
| 9     | Österreich – Bob AUT 3 Peter Kienast ?                                                                         |        |        |        |        | 3:18.49 +1.98        |
| 10    | Sowjetunion – Bob URS 1 Jānis Ķipurs Ivars Bērzups Māris Poikāns Aivars Šnepsts                                |        |        |        |        | 3:19.57 +3.06        |
| 11    | Schweiz – Bob SUI 2 Hans Hiltebrand Walter Rahm Ueli Bächli Hansjörg Aebli                                     |        |        |        |        | 3:19.71 +3.20        |
| 12    | Schweden – Bob SWE 1 Carl-Erik Eriksson ?                                                                      |        |        |        |        | 3:20.14 +3.63        |
| 13    | Sowjetunion – Bob URS 3 Wladimir Schawljew Nikolai Schirow Harijs Jirjens Alexander Paschkow                   |        |        |        |        | 3:20.18 +3.67        |
| 14    | Sowjetunion – Bob URS 2 Zintis Ekmanis Wladimir Alexandrow Jānis Skrastiņš Rihards Kotāns                      |        |        |        |        | 3:20.46 +3.95        |
| 15    | Frankreich – Bob FRA 1 Gérard Christaud ?                                                                      |        |        |        |        | 3:20.66 +4.15        |

## Medaillenspiegel
| Platz | Nation                          | Gold | Silber | Bronze |
| ----- | ------------------------------- | ---- | ------ | ------ |
| 1     | Deutsche Demokratische Republik | 1    | 2      | –      |
| 2     | Schweiz                         | 1    | –      | 2      |